# Storenosoma bifidum
Espèce
Storenosoma bifidum est une espèce d'araignées aranéomorphes de la famille des Amaurobiidae.

## Distribution
Cette espèce est endémique du Victoria en Australie.

## Description
Le mâle holotype mesure 9,40 mm et la femelle paratype 12,50 mm

## Publication originale
- Milledge, 2011 : A revision of Sterenosoma Hogg and description of a new genus, Oztira (Araneae: Amaurobiidae). Records of the Australian Museum, vol. 63, p. 1-32 (texte intégral).